# Wilhelm Reiss
Wilhelm Johann Reiss (även Reiß), född 13 juni 1838 i Mannheim, död 29 september 1908 på slottet Könitz vid Saalfeld, var en tysk geolog och forskningsresande.
Reiss reste 1855-60 i bland annat Sydeuropa och på Madeira. Han besökte 1866 Grekland och tillsammans med vulkanforskaren Moritz Alphons Stübel 1868-77 Sydamerika. Efter att kortare tider ha varit ordförande i Gesellschaft für Erdkunde och Gesellschaft für Anthropologie i Berlin var han bosatt på sitt slott Könitz i Thüringen, där han ägnade sig åt vetenskapligt författarskap. Av hans många skrifter kan särskilt nämnas de tillsammans med Stübel utgivna Las Totenfeld von Ancon in Peru (tre band, 1880-87) och Reisen in Südamerika (1890 ff).